# Teorema di Erone

Rappresentazione grafica del teorema di Erone.

Il problema di Erone è quello di determinare il percorso minimo che si deve compiere per andare da un punto Q ad un punto R dovendo toccare una certa retta r esterna ai due punti. Questo equivale a cercare un punto P sulla retta che minimizza la somma delle distanze PQ+PR.
La soluzione è data dal seguente teorema di Erone:
Data una retta r e due punti esterni Q ed R, il punto P della retta r che minimizza la somma PQ+PR è quel punto tale che i segmenti PQ e PR formano angoli uguali con la retta r.
Per dimostrarlo è sufficiente riflettere il punto Q rispetto alla retta r in modo da ottenere un punto Q'  tale che r sia l'asse del segmento QQ' . La distanza più breve tra Q' e R è data dal segmento che li congiunge e questo segmento deve passare per r. Il punto di intersezione P, di r e RQ ', è quello che minimizza PQ+PR.
Infatti, per qualunque altro punto P'  la somma delle distanze P'Q+P'R è maggiore, poiché è uguale alla somma P'Q' +P'R, che è la lunghezza di un percorso non rettilineo tra Q'  e R.
Infine, il punto P, così definito, è l'unico punto della retta tale che i segmenti PQ e PR formano angoli uguali con la retta r come illustrato in figura.
Il contesto in cui appare questo teorema è quello dell'ottica geometrica. Erone lo usò per dimostrare che un raggio di luce che da Q giunge a R riflettendosi su uno specchio piano sceglie il percorso minimo tra tutti quelli che toccano lo specchio. Questa scelta, infatti, grazie al teorema appena visto, equivale alla legge della riflessione (che era già nota ai greci). Uno stesso principio di minimo poteva così spiegare sia la legge della propagazione rettilinea che le leggi della riflessione. È questo il primo uso documentato di un principio di minimo in fisica.